# Rödhalsad hjärtknäppare
Rödhalsad hjärtknäppare (Cardiophorus ruficollis) är en skalbaggsart som först beskrevs av Carl von Linné 1758.  Cardiophorus ruficollis ingår i släktet Cardiophorus, och familjen knäppare. Arten är reproducerande i Sverige.

## Bildgalleri

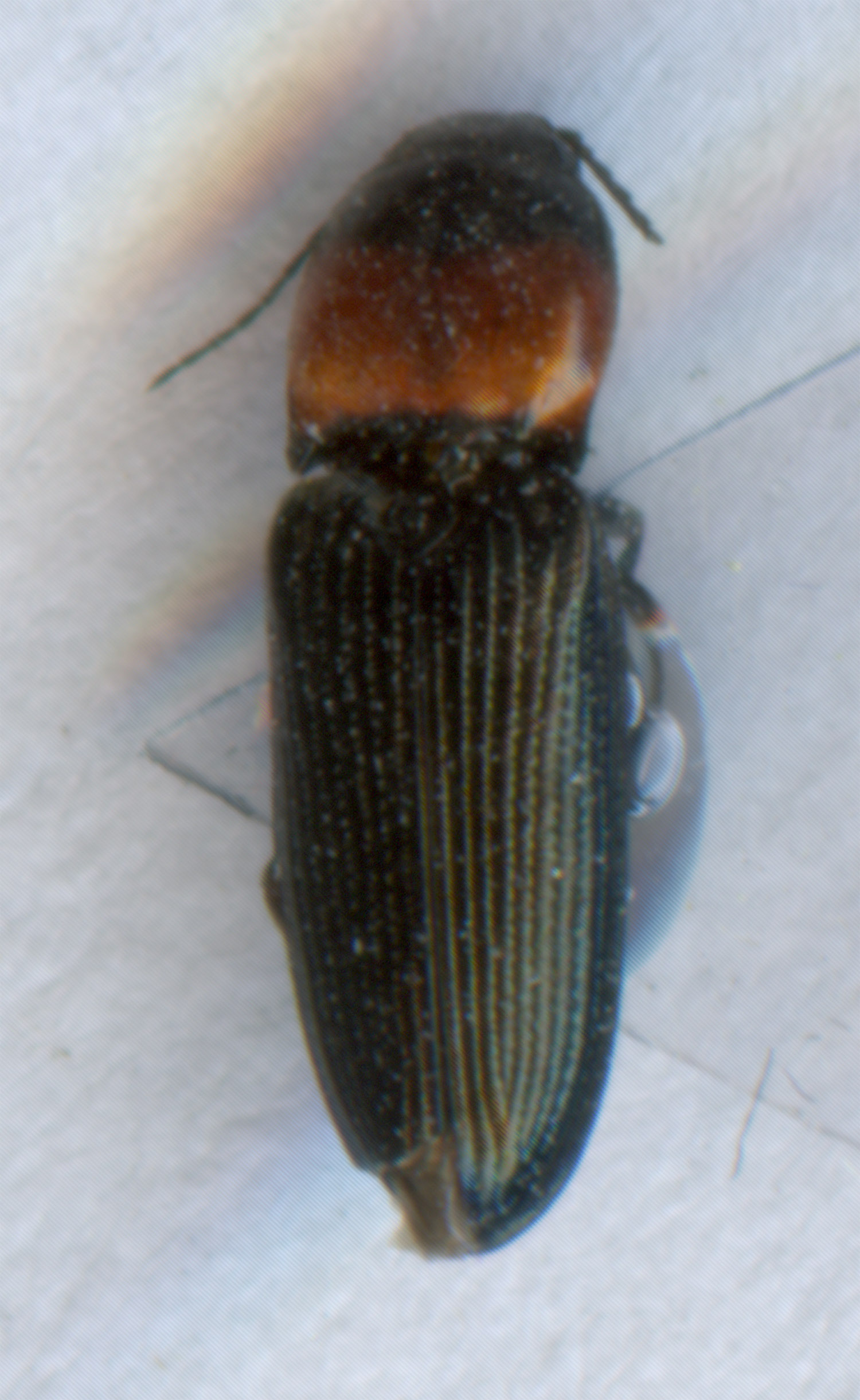
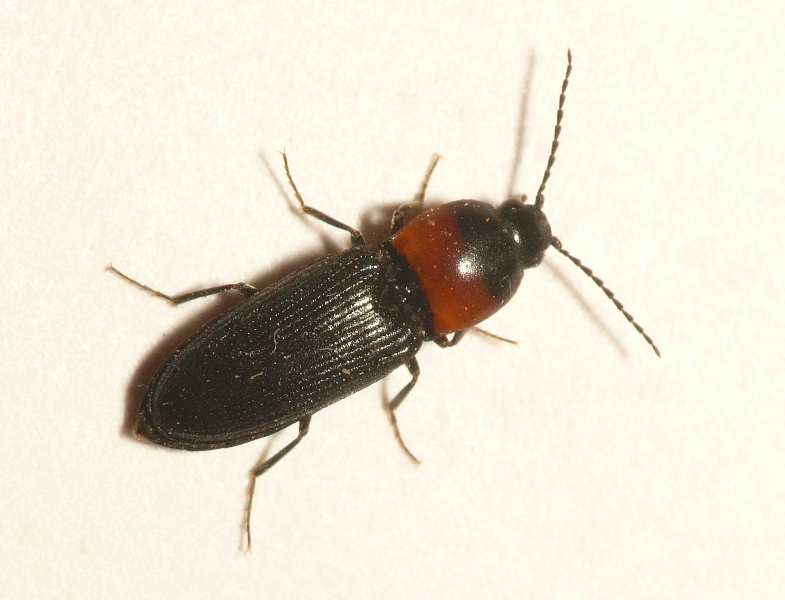
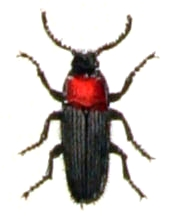